# Pilgrim (musikalbum)
Pilgrim är ett musikalbum av Eric Clapton, utgivet i mars 1998. Albumet var Claptons första med nyskrivet material sedan Journeyman 1989. Det blev som bäst fyra på Billboardlistan.

## Låtlista
1. "My Father's Eyes" (Eric Clapton) - 5:24
2. "River of Tears" (Eric Clapton, Simon Climie) - 7:22
3. "Pilgrim" (Eric Clapton, Simon Climie) - 5:50
4. "Broken Hearted" (Eric Clapton, Greg Phillinganes) - 7:52
5. "One Chance" (Eric Clapton, Simon Climie) - 5:55
6. "Circus" (Eric Clapton) - 4:11
7. "Going Down Slow" (St. Louis Jimmy) - 5:19
8. "Fall Like Rain" (Eric Clapton) - 3:50
9. "Born in Time" (Bob Dylan) - 4:41
10. "Sick and Tired" (Eric Clapton, Simon Climie) - 5:43
11. "Needs His Woman" (Eric Clapton) - 3:45
12. "She's Gone" (Eric Clapton, Simon Climie) - 4:45
13. "You Were There" (Eric Clapton) - 5:31
14. "Inside of Me" (Eric Clapton, Simon Climie) - 5:25